# 印度尼西亚驻华大使馆
印度尼西亚驻华大使馆，是印度尼西亚共和国在中华人民共和国的最高外交代表机构。馆址位于中国北京市朝阳区东直门外大街4号。并兼辖蒙古国。

## 历史
1950年4月13日，印度尼西亚与中华人民共和国建交并开设大使馆。1967年10月，印尼政府与中华人民共和国断交，关闭驻华大使馆并撤离全部外交人员。1990年8月8日，两国复交，印度尼西亚在北京重设大使馆。